# Paris-Deauville
Pour les articles homonymes, voir Paris-Deauville (homonymie).
Pour plus de détails, voir Fiche technique et Distribution.
Paris-Deauville est un film français de Jean Delannoy, sorti en 1934.

## Synopsis
Un jeune aviateur atterrit dans le parc d'un château. La duchesse qui y habite a une fille magnifique. L'aviateur s'en éprend et après de nombreuses embûches, il arrive à l'enlever. 

## Fiche technique
- Réalisation : Jean Delannoy
- Scénario : Paul Blanchart
- Décors : Roger Caccia
- Photographie : Joseph-Louis Mundwiller et Robert Lefebvre
- Son : Tony Leenhardt
- Montage : Jean Delannoy
- Musique : Lucien Wurmser
- Directeur de production : Aimée Gorce
- Société de production : Lory Film
- Pays d'origine : France
- Format : Noir et blanc - Son mono - 1,37:1
- Durée : 90 minutes
- Date de sortie : 1934

## Distribution
- Armand Bernard : Sosthène
- Georges Bever : Joseph
- Marguerite Moreno : La duchesse de Latour Lupé
- André Roanne : Jacques Duplan
- Monique Rolland : Gilberte
- Germaine Sablon : Paulette de Sempé
- Tichadel : Cruchadouze, le compositeur gaffeur
- Nichette Yvon